# Flat Earth Society
La Flat Earth Society («Sociedad de terraplanistas», en español), también conocida como International Flat Earth Society e International Flat Earth Research Society, es una organización anglo-estadounidense que promueve la idea de que la Tierra es plana en vez de un esferoide. Fue fundada por Samuel Shenton en 1956 a partir de las ideas de las sociedades zetéticas, anteriores sociedades que también promovían esa idea a partir de los experimentos de nivel de Bedford, pero con un énfasis mayor en argumentos relacionados con la Biblia. Desde 1971 estuvo dirigida por Charles K. Johnson, quien dio sede a la organización en su casa en Lancaster (California).[cita requerida] La asociación estuvo inactiva tras la muerte de Johnson en 2001, pero fue restaurada en 2004 por su nuevo presidente Daniel Shenton.
Destacados científicos han rechazado las ideas de la organización y las consideran pseudocientíficas.

## Orígenes del concepto de «Tierra plana»
Aunque existe la errónea creencia popular de que durante la Edad Media la gente en general creía que la Tierra era plana, la idea de que la Tierra era esférica aparece ya desde la antigüedad clásica, popularizada por Pitágoras y Aristóteles, y aceptada por prácticamente todos los estudiosos ya en tiempos de Ptolomeo en el siglo II. Aunque algunos de los primeros escritores cristianos tenían objeciones de tipo teológico, en la Edad Media todas las ramas principales del cristianismo aceptaban como un hecho la idea de una Tierra esférica, eso sí, mantenían sus creencias sobre el sistema geocéntrico de Aristóteles y Ptolomeo considerando la Tierra como el centro del universo.
El movimiento terraplanista moderno se originó cuando un excéntrico inventor inglés, Samuel Birley Rowbotham (1816-1884), basándose en interpretaciones literales de ciertos pasajes de la Biblia, publicó un panfleto de 16 páginas, que más adelante convirtió en un libro de 430 páginas, exponiendo sus puntos de vista al respecto. De acuerdo con el sistema de Rowbotham, al que llamó Astronomía Zetética, la Tierra es un disco plano centrado en el polo norte y cerrado en su límite austral por un muro de hielo, con el Sol, la Luna, los planetas y las estrellas a tan sólo unos centenares de millas sobre la superficie de la Tierra.
Rowbotham y sus seguidores alcanzaron notoriedad al enzarzarse en debates públicos escandalosos con los científicos destacados de su tiempo. Uno de dichos enfrentamientos, que implicó al prominente geógrafo Alfred Russel Wallace, degeneró en varios juicios por fraude y calumnias.
Tras la muerte de Rowbotham, sus seguidores crearon la Sociedad Zetética Universal, publicando una revista titulada The Earth Not a Globe Review, y permanecieron activos hasta bien entrado el siglo XX. Tras la Primera Guerra Mundial, el movimiento inició un lento descenso.
En Estados Unidos, las ideas de Rowbotham fueron adoptadas por un culto religioso, la Iglesia Católica Cristiana. Fundada por el curandero escocés John Alexander Dowie en 1895, la iglesia estableció la comunidad teocrática de Zion (Illinois), en la orilla del Lago Míchigan, a 70 km (unas 40 millas) al norte de Chicago. En 1906 Dowie fue depuesto como líder del culto por su lugarteniente, Wilbur Glenn Voliva. Éste gobernó a sus 6.000 seguidores con mano de hierro, presuntamente usándoles como trabajadores forzados en la corporación propiedad de la iglesia, Zion Industries [cita requerida]. En las escuelas de la comunidad se enseñaba exclusivamente la doctrina de la Tierra plana. Voliva fue un pionero en la programación religiosa de radio. Los oyentes de su emisora de radio de 100.000 vatios (0,1 MW) recibían regularmente tronantes denuncias de las maldades de la teoría de la evolución y la astronomía, que admitía que la Tierra era esférica. Voliva murió en 1942 y la iglesia se desintegró bajo una nube de escándalos financieros. Algunos seguidores incorruptibles del terraplanismo siguieron viviendo en Zion durante la década de 1950.

## Proyección acimutal equidistante

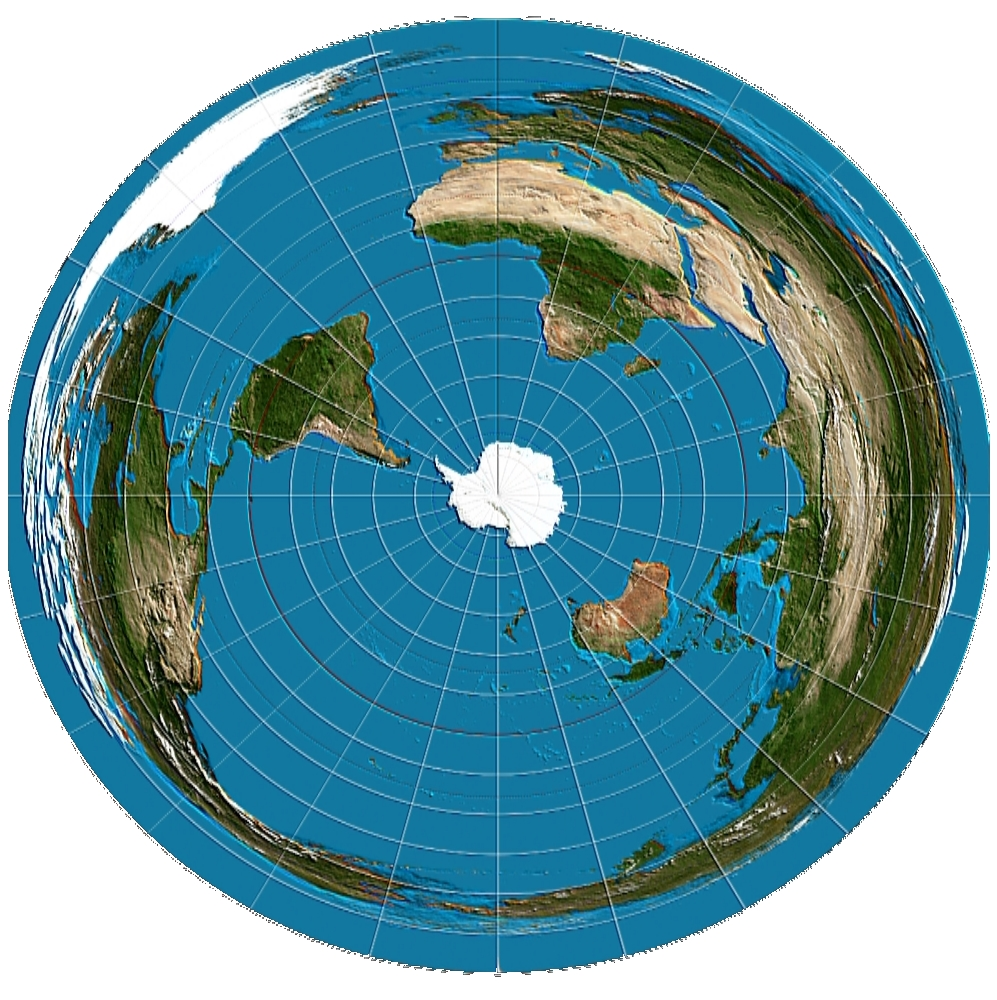
Proyección acimutal equidistante centrada en el Antártico. Se percibe más la distorsión de las tierras y distancias hacia el borde pues la mayor parte de tierras del mundo está en la mitad septentrional desde el ecuador hasta el borde. El borde es abarcado por el océano Glacial Ártico.

El modelo de mapa usado por la asociación terraplanista en su logotipo para representar el mundo plano es una proyección de la ciencia de la cartografía llamada acimutal equidistante, una proyección circular plana que estira progresivamente distancias y tierras hacia el borde. Al ser círculo plano tiene su centro pero no tiene polos, de modo que no es que está centrada en un polo sino en el Ártico. La consecuencia es que el Antártico abarca todo el borde y de ahí la idea que la Tierra está rodeada por una muralla de hielo. Sin embargo también existe la proyección centrada en el Antártico en la que el borde está abarcado por el océano Glacial Ártico, y también se aprecia más la distorsión porque la mitad del mundo desde el ecuador hasta el Ártico alberga la mayor parte de las tierras (Europa, Asia, Norteamérica y Groenlandia). Por otro lado la humanidad que vive en el mundo austral (hemisferio sur) ve otro polo celeste y otra estrella polar diferentes a los que se ven desde el mundo boreal (hemisferio norte) aunque ambos polos celestes se aprecian desde el ecuador.
La proyección centrada en el Ártico también es usada por la ONU y la OMS con el fin práctico de abarcar todas las tierras y todas las naciones en un solo vistazo en un mundo redondo.

## La «Tierra plana» desde el espacio
En 1956, Samuel Shenton, «revivió» la Sociedad Zetética con el nombre de International Flat Earth Society. Con la llegada del programa espacial, la agrupación se vio enfrentada a fotografías de la Tierra realizadas por satélites orbitales, y más adelante por los cosmonautas y astronautas. Confrontado con las primeras fotografías de la NASA mostrando la Tierra desde el espacio, Shenton afirmó: «Es fácil de ver cómo una fotografía como ésta puede engañar al ojo no entrenado.» La corporación adoptó el planteamiento de que el alunizaje del Apolo fue un montaje, preparado por la industria del cine de Hollywood y basado en un guion de Arthur C. Clarke, postura también adoptada por terceros ajenos a la asociación (véase Acusaciones de falsificación en los alunizajes del Apolo). En un mensaje de marzo de 2001 a un amigo, Clarke respondió de forma irónica a las acusaciones de la Sociedad: "He escrito al exdirector de la NASA Dan Golding para decirle que no me han llegado a pagar nunca ese trabajo, y si no hace nada al respecto de inmediato, oirá noticias de mis terribles abogados, Geldsnatch, Geldsnatch & Blubberclutch." (Trad. libremente como "Trincaoro, Trincaoro y Pillacaldero")

## Charles K. Johnson

Bandera de las Naciones Unidas.

En 1971, Shenton murió y Charles K. Johnson se convirtió en el nuevo presidente de la Asociación Terraplanista. Bajo su dirección, y a lo largo de las tres décadas siguientes, el grupo creció en tamaño desde un puñado de miembros hasta cerca de 3.000. Johnson distribuyó publicaciones, folletos, mapas, etc., a cualquiera que se los pidiera y gestionaba todas las altas a la agrupación junto con su mujer, Marjory, que también era miembro. Las peticiones de alta llegaron desde varios países, incluyendo Arabia Saudita, Irán y la India.
El último modelo del mundo propagado por la asociación sostiene que los humanos vivimos en un disco, con el polo norte en su centro, y un muro de hielo de 45 metros de alto como límite exterior. El mapa resultante recuerda mucho al símbolo de las Naciones Unidas, hecho que Johnson citaba como prueba de sus afirmaciones (resumiendo, el símbolo es así porque ellos saben que la tierra es realmente así).[cita requerida]
En este modelo, el Sol y la Luna no tienen más de 52 km de diámetro.
Un boletín de la agrupación permite establecer las creencias de Johnson:

Objetivo: Observar cuidadosamente, pensar libremente, redescubrir hechos olvidados y oponerse a asunciones teóricas dogmáticas. Ayudar a establecer los Estados Unidos del Mundo en esta tierra plana. Reemplazar la religión de la ciencia... ¡por CORDURA!

La International Flat Earth Society es la sociedad más antigua existente en el mundo de forma continuada. Empezó con la Creación de la Creación. Primero el agua... el rostro de la profundidad... sin forma o límites... solo Agua. Luego la Tierra sobre ella y en el Agua, el Agua entonces como ahora plana y nivelada, como es la verdadera naturaleza del Agua. Existen, por supuesto, montañas y valles en la Tierra, pero como la mayoría del mundo es Agua, nosotros decimos "El mundo es plano". Los registros históricos y la historia oral nos dicen que la parte terrestre puede haber sido cuadrada, formando una sola masa, entonces como ahora, el norte magnético siendo el Centro. Sin duda, enormes y cataclísmicos eventos y temblores rompieron la Tierra, dividieron la Tierra para formar los actuales continentes e islas tal como existen hoy. Hay algo que sabemos con certeza de este mundo... el mundo conocido y habitado es plano, nivelado, un Mundo Llano.

Nosotros afirmamos que la llamada 'Ciencia' actual y los 'científicos' consisten en la misma vieja banda de doctores brujos, magos, cuentistas, los 'Clérigos-Actores' para la gente común. La 'ciencia' consiste en un extraño potaje oculto de basura teórico-teológica... sin relación con el mundo real de los hechos, la tecnología y la invención, de altos edificios y veloces coches, aeroplanos y otras cosas Buenas y Reales de la vida; la tecnología no tiene ninguna relación con la red de estúpidas teorías científicas. TODOS los inventores han estado en contra de la ciencia. Los hermanos Wright dijeron: "La teoría científica nos reprimió durante años. Cuando abandonamos toda ciencia, empezamos desde un experimento y experimentamos, entonces inventamos el aeroplano." Por cierto, todos los aeroplanos vuelan a nivel en esta Tierra Plana.

Charles Johnson murió el 19 de marzo de 2001, dejando en el aire el futuro de la entidad.
En 2004, Daniel Shenton (sin relación con Samuel, el fundador de la Asociación) hizo renacer la opinión de un modelo plano de la Tierra a través de los foros de internet de la época, lo que llevó a un relanzamiento de la Sociedad en octubre de 2009. Se creó un sitio web para defender sus puntos de vista y una wiki abierta a quienes compartieran su enfoque sobre la forma de nuestro planeta. Además, se volvieron a aceptar nuevos miembros, a los cuales se los denominó terraplanistas. El enfoque bíblico fue puesto en segundo plano y se pretendió dotar a la idea de la Tierra Plana con un formato empírico. Por medio de falacias lógicas e ignorando los argumentos científicos, se desarrolló una teoría ad hoc que ponía en cuestión todos los descubrimientos astronómicos desde Eratóstenes. Otros adherentes como Eric Dubay publicaron en línea investigaciones propias que, decían, probaban que la Tierra «no es una bola que da vueltas». En todos ellos la clave consistía tanto en acusar de conspiradores o víctimas de engaño a quienes defendieran el modelo aceptado de la forma esférica de la Tierra, como en plantear preguntas a partir de información sesgada.